# ポリスノーツ
『ポリスノーツ』（POLICENAUTS）は、コナミ（現・コナミデジタルエンタテインメント(KDE)）から発売されたアドベンチャーゲーム。1994年に発売されたPC-9821用のパソコンソフトが最初のリリース。
当時コナミに籍を置いていたゲームデザイナー・小島秀夫が率いたゲーム開発チーム「デジタルノーツ」が制作した。
PC-98版を基に様々な点をグレードアップした移植版がいくつかの家庭用ゲーム機で発売されており、現在はPlayStation向けの過去作品配信サービス「ゲームアーカイブス」で2008年5月14日から配信されているPlayStation（PS1）版が唯一のダウンロード販売として購入可能（これ以外の機種版詳細については、#移植版を参照）。ただし、いずれの機種版も日本でのみしか発売されていない。アメリカでは、1996年の5月にセガサターン版の発売がコナミの現地法人から告知されたが、その後に立ち消えて未発売に終わった。小島秀夫によると日本語から英語にローカライズする際の翻訳の技術的な問題があったため、最終的にアメリカでの販売を断念したとされている。海外で英語版のリリースに感心があったが、2009年に海外のファンがPlayStation版の英語翻訳バージョンを公開しリリースしている。

## 概要
21世紀のスペースコロニーを舞台に繰り広げられるSFハードボイルドアドベンチャーである。直前作である『スナッチャー』で見られた「映画的演出を導入したアドベンチャーゲーム」という方向性をより推し進めた発展的作品。小島は本作品に関して、「今まで10年間『メタルギア』や『スナッチャー』を作ってきましたが、『ポリスノーツ』はその流れから生まれた1つの集大成」と語る。小島はこれ以降、「映画的演出を導入したアクションゲーム」の制作に着手し、その後の『メタルギアソリッド』シリーズは全世界で大ヒット作となり、小島秀夫の名を世界的に有名なものとした。
小島自身がアドベンチャーゲームを制作したのは（2012年時点では）本作が最後だが、小島組のスタッフによって制作された『ときめきメモリアルドラマシリーズ』は、本作で培われた映画的演出の手法が受け継がれている。
開発は1990年に開始された。政治的には前年にベルリンの壁崩壊や冷戦終結、また経済的には長らく続くジャパンバッシングがあり、本作品は「経済思考で世の中が動いていく上で犯罪が生まれて来るという構造」 を示している。
このゲームは至る面で『スナッチャー』と印象が重なる部分が見受けられるが、小島によれば、パソコン版の『スナッチャー』が未完で終わったことに対し、個人的にけじめを付ける意味合いがあり、意図的に狙ったものだという。
ポリスノーツとは警察官を意味する“ポリス”と、船乗りを意味する“ノーツ”を合わせた造語。「宇宙訓練を受けた警官」を意味している。スペースコロニー“ビヨンド”の治安維持を目的として西暦2013年に設立された機関である。

## プロローグ
2010年、人類はラグランジュ・ポイント5に、オニール型スペースコロニー「BEYOND COAST」（ビヨンド・コースト）を完成させ、数10万人が移住を開始した。そこでは地球と同様の生活が営まれている。しかし宇宙での生活は人体に少なからぬ影響を与え、疾患や障害などが発生し始めていた。
そして2013年、宇宙への一般市民の大量移住に対応すべく、世界中から選抜された5人の警察官が宇宙飛行士としての訓練を受け、BEYONDの治安を守るべく配備された。警官（POLICE）であり宇宙飛行士（ASTRO"NAUTS"）である彼らを、人々は「ポリスノーツ」（POLICENAUTS）と呼んだ。
最初のポリスノーツ「オリジナル・コップ」の一人であるジョナサン・イングラムは、任務中に発生した事故のため、宇宙空間を漂流することとなる。後に人工冬眠状態で眠っていた彼が奇跡的に救助された時、外界では既に25年の年月が過ぎていた。
時代から取り残され、宇宙恐怖症（コスモフォビア：cosmophobia）となったジョナサンは、オールドロス（ロサンゼルス）のスラムで私立探偵を営み、日々の食い扶持を稼いでいた。
2040年、そんな彼のもとにある日、BEYONDから一人の依頼人が訪れる。その人物の名はロレイン・北条。かつての自分の妻であった。彼女はジョナサンに「行方不明となった再婚相手を捜索してほしい」という依頼をする。懐かしき邂逅、他人の妻となってしまった目の前の女性に対する複雑な想い、かつての伴侶の願いを聞き届けたいという気持ちと再び宇宙に出ることへの躊躇いなどの様々な感情から、ジョナサンは引き受けるかどうかは即断しなかった。しかし、また来ると言い去っていったロレインは彼の目の前で彼女の車の爆破によって息絶えてしまう。
事件の背後には何があるのか、ロレインはなぜ死ななければならなかったのか。真相を探るため、ジョナサンは再びBEYONDへと向かうことを決意した。

## 登場人物
（出典）
ジョナサン・イングラム
声 - 田中秀幸
本作の主人公。肉体年齢30歳（戸籍上は55歳）・身長178センチ・体重60キロ。OLAで探偵業を営む。元ポリスノーツ・オリジナル・コップの一人。
経歴
ロサンゼルス市警で敏腕刑事として名を上げ、ポリスノーツに推薦される。当時は麻薬捜査官としてエド・ブラウンとコンビを組みロサンゼルス市警の名物デカとして知られていた。この頃、日系2世のロレインと結婚。ポリスノーツの訓練期間中（2011-2013）に米日露共同プロジェクトで行われた「火星有人探査計画」に参加。4人の宇宙飛行士と共に火星表面に7日間の滞在に成功、「人類初の火星の土を踏んだ男」として宇宙史に残る経歴を持つ。
地球に帰還後、数十か月にも及ぶ火星行きがもとでロレインと別居。彼女を地球に残して翌2013年、ポリスノーツのオリジナルコップとしてビヨンドに渡る。3か月後、試作EMPS機「ユーリー」の遊泳実験中バーニヤ故障事故で宇宙に放り出され行方不明となる。
サバイバル・ボール（救命ポッド）の中でコールド・スリープ状態のまま太陽系をさまよった彼は、25年後の2038年に奇跡的に救助される。極度の宇宙恐怖症にかかった彼は宇宙環境不適合者の認定を受け、地球で孤独に暮らすことになる。25年もの歳月は知人、家族、地位、財産、全てを奪っていた。
リハビリを終えた彼は、警官時代のコネからOLAでネゴシエータ（交渉人）まがいの探偵業を始め、細々と暮らしている。
性格
直情的で無鉄砲。考えるより体が動くタイプで、そのせいで作中でもトラブルを引き起こすこともしばしば。
ただしそれは熱血漢の裏返しでもあり、仲間を守るために無茶な戦いをすることもある。
一方、かなりの好色でもあり、女性を見ると知人でも友人の娘であってもすぐに口説いたりセクハラ紛いのことも（後述するプレイヤーの行動次第では）する。
しかし、本心から愛しているのは今も昔もロレインただ一人であり、相手から本気で言い寄られると戸惑ってしまう純粋さも併せ持っている。
嗜好
先折りタバコのモスレムを愛用している。ポリスノーツとなるには喫煙は厳禁で、彼自身もかつては吸っていなかったが、地球に帰還してから吸い始めた。ビヨンドでは喫煙が禁じられているため肩身の狭い思いをしている（その割に常に口にはくわえており、宇宙服を着てもタバコは手放さない）。
愛用銃は反動銃（リコイル）の「ベレッタM92F」。ビヨンドで使われているのはほとんどが無反動銃（リフトガン）のため、彼の使う銃は珍しく、薬莢も残るため足がつきやすい上、無重力状態で撃つと反動で自分の体が大きく後退してしまうなど、無重力空間特有のデメリットもある。
彼をモチーフとしたキャラクターが、『メタルギアソリッド4』にゲスト出演している。
モデルは映画『リーサルウェポン』シリーズの主人公マーティン・リッグス（メル・ギブソン）。
エド・ブラウン
声 - 飯塚昭三
BCP（ビヨンド警察）風紀課主任。55歳・身長183センチ・体重90キロの黒人男性。元ポリスノーツのオリジナルコップの一人。2人の子持ち。
宇宙飛行士（シャトル計画パイロット）の息子としてLAに生まれる。ロサンゼルス市警の爆発物処理班で一年間爆発物解体専門に作業、パートナーの事故をきっかけに麻薬課へ転属。当時麻薬捜査官であったジョナサンとコンビを組み活躍。黄金コンビとしてロサンゼルス市警から様々な表彰を受ける。その才能と家系や資質（ライト・スタッフ）を認められ、ジョナサンと共にポリスノーツに推薦され、2013年にポリスノーツとしてビヨンドへ渡る。
ジョナサンの事故後、ゲイツやトクガワらと共にBCPの確立に力を注ぐが、才能が振るわず、次第に窓際に追いやられる。2023年、婦人警官のキャサリンと結婚、翌年、娘のアナが生まれる。ゲイツはAP（アドバンスド・ポリス）を設置、BCPの長になっていく一方で、エドの署内での立場は年々悪化していく。それと平行してエドの仕事への執着も薄れ、事務的なものになっていく。宇宙線の影響により腎臓を患ったキャサリンは、4年もの移植ドナーの順番待ちの末2036年に腎不全と合併症により死亡。宇宙開発に伴う臓器異常が多発し始めた時期で、臓器バンクの臓器が不足していた頃であった。愛妻を亡くしたエドは支えを失い、刑事として廃人同様となる。
翌年、NARC中毒者が幻覚症状で妻子を殺害しようとしたために、エドがやむなくその中毒者を射殺するという事件に直面する。その中毒者は政府のAP上がりのフローズナーで、妻は病院に運ばれたが出血多量で死亡。残された3歳の少年マークは一命を取り留めたが、目前で起きた事件のショックにより言葉を発することができなくなる。自責の念に苛まれたエドは引き取り手のないマークを養子に迎える。この事件以来エドは銃を撃つことができなくなり、デスクワークを希望。マークへの献身の日々を送るが、マークの理解は得られず親子の関係はぎくしゃくしている。APがBCPの実権を握る一方で、エドはBCPの苦情処理的な部署である風紀課に追いやられる。「JUNK屋」と仇名される風紀課はBCP内でのごみ捨て場に例えられ、様々な問題のある刑事が配属される。エドはこの風紀課の主任を任されているが、3年先に迫った定年までの間、その日その日を事務的にこなしている。
彼をモチーフとしたキャラクターが『メタルギアソリッド4』にゲスト出演している。また、訳ありで引退した元爆弾処理のエキスパートの指導で爆弾処理をこなす、というストーリーは、『メタルギアソリッド2』にも登場する。いずれのキャラクターもエドと同じ飯塚昭三が声を当てている。
モデルは映画『リーサルウェポン』シリーズのロジャー・マータフ（ダニー・グローヴァー）と『ダイ・ハード』に登場するアル・パウエル巡査（レジナルド・ヴェルジョンソン）。
カレン・北条
声 - 井上喜久子
BBCの人気ニュースキャスター。26歳・身長168センチ。未婚。北条ケンゾウとロレインの一人娘。日系3世。
ビヨンドでの宇宙線の大量被曝により、後天性の二次性再生不良性貧血（SECONDARY APLASTIC ANEMIA）にかかっている。幼少期より両親の喧嘩の種となっていたジョナサン・イングラムを恨んでいる。
『メタルギアソリッド2 バンドデジネ』にてニュースレポーター役でカメオ出演している。
ジョゼフ・サダオキ・トクガワ
声 - 家弓家正
トクガワグループ総裁、ISPA（宇宙推進開発事業団）理事長。年齢60歳・身長190センチ・体重95キロ。元ポリスノーツ、オリジナルコップの一人。日系2世であり、日系人しか信用しないレイシスト。大柄だが贅肉に支配された身体・禿かかった頭・二重顎。常に高価なスーツを着用し、教祖を思わせるマントを羽織っている。
トクガワの二代目、徳川忠興の長男として生まれる。東京の大学で経済、経営、犯罪学を学び、警察学校を首席で卒業、東京警視庁へ入庁。背後でトクガワ・グループを動かし、30代で警視正という警視庁始まって以来異例のスピード出世を果たす。32歳の時、トクガワのコネでポリスノーツに参加。ビヨンドに暮らす。トクガワ二代目の引退を機に警察を退職、42歳でトクガワ・グループの三代目として就任。人種に偏見を持っており、欧米人を軽視している。グループの重要ポストには日本人か日系人を選んでいる。結婚歴はなく、トクガワ本社ビル（プロップ）に遺伝子操作によるコピー人間「リバーサー」（映画女優や歴代のカバー・ガールのコピー人間）たちのハーレムを持っている。愛人多数。政財界やマスコミなどの広域に渡り顔が効く。特にビヨンド内においては市長やBCPをも凌ぐ絶大な影響力を持つ。
トニー・レッドウッド
声 - 塩沢兼人
BCPのAP（ADVANCED POLICE）隊員。23歳・身長183センチ・体重70キロ。APのEMPS乗りの中では一番のエース・パイロット。EMPS（ゴダード型）を自分の手足のように扱い「Mr.ゴダード」と呼ばれている。AP隊の中では、爆弾処理の専門家。人工血液のため常に青白い顔をしている。額に「FROZENER」の製造番号（孵化番号）の入れ墨があり、長髪。眼光は鋭く、能面のような中性的な印象を受ける顔立ちは、は虫類を連想させる。性格もその容貌に違わず冷徹かつ傲慢。本部長兼AP隊長であるゲイツと、同じくFROZENERでAPの仲間たちしか信用しない。APのプロテクト・ギアを身につけているが、ヘルメットは常にかぶらない。
ビクトル・ユルゲンス
声 - 宮内幸平
BCP（ビヨンド警察）の鑑識官。年齢65歳・身長164センチ・体重57キロ。旧ソ連出身の法医学者。痩せ型の初老。老眼鏡をかけている。無造作な白髪頭。背骨が曲がってきている。頑固そうな口ひげ。死者への敬意から腕に黒い「喪章」をしている。
旧ソ連出身。ペレストロイカの中、アメリカへ渡り法医学を学ぶ。その後、医学博士号を取り、アメリカで監察医となる。様々な異状死体の検死、解剖を行い、また数々の有名な事件、事故を担当、警察の検死に医学的協力と助言を行ってきた。宇宙での異状死体に興味があり、BCPが機能し始めたころには40を超えていたがビヨンドへ移住する。専門は検死であるがBCPでは助手である「AID（自動分析鑑識装置）」を使って一切の分析、鑑定を行う。彼はこのAIDをゴルビーと呼んでいる。
エドからは良く名前を間違えられる（ドクトル先生、など）。
アナ・ブラウン
声 - 冬馬由美
年齢16歳・身長165センチ。エド・ブラウンの娘。
UCBC（カリフォルニア大学ビヨンド・コースト校）に通い、「生命倫理学（バイオエシックス）」を専攻する。学校では「無重力新体操」クラブに入っており、ビヨンド大会では二年連続優勝を果たしている。AMM（宇宙飛行士記念博物館）でコンパニオンのアルバイト経験があり、「宇宙開発史」の勉強も行っている。ブラウン家では母・キャサリンの死後、家事やマークの世話などをも引き受ける。普段は心を閉ざしているマークもアナにはなついている。料理は日本料理とカルシウム料理に凝っているが味の方は信用できない。家事が忙しいことや父親が警察官であることなどからボーイフレンドがおらず、現在募集中である。
マーク・ブラウン
声 - 萩森侚子
年齢8歳・身長120センチ・体重30キロ。エド・ブラウンの養子、アナの義弟。ビヨンド生まれのビヨンド育ち。3歳の時に後述するある事件に巻き込まれ、その心理的ショックから緘黙症にかかっており、言葉を話せない。家に閉じこもりがちで、20世紀の映画鑑賞と絵が趣味で、その影響かタバコをくわえていたジョナサンにはすぐに気を許した（マークにとってタバコは「映画」の中にしか存在しないため）。内向的で極度の人見知り。目つきが鋭く、繊細な印象。養父のエドとは対照的に清楚な顔立ち。服装はシャツに半ズボンと快活な印象だが実際は内向的。
FROZENERの裕福な家庭に生まれるが、マーク誕生後に実父がAPを除隊したため、政府の援助対象外となり、生活は急転、不安定なものとなる。貧困の中で、一般生活になじめない実父は次第に堕落していきNARC麻薬に溺れていく。愛情のない家庭の中でマークは育つ。極度のNARC中毒者となった実父が狂乱状態となり、妻（マークの実母）を殺害、マークをも殺害しようとしたところをBCPの警官、エド・ブラウンに射殺される。当時3歳であったマークには目前で起きた事件はあまりにも衝撃的であり、その時のショックで緘黙症にかかり言葉が話せなくなってしまう。
ブラウン家に来てからのマークは事件の後遺症からかエドにはなつかず、代わりにアナを母親代わりに慕っている。マークは事件以来、暴力を極端に嫌い、「警官」、「銃」、「麻薬」を心から憎んでいる。マークは言葉の代わりに、いつもグラフィック・コンピューター「ピクノ8」を持ち歩いており、絵を描くことで自己表現をなんとか行っている。
ゲイツ・ベッカー
声 - 阪脩
年齢56歳・身長188センチ・体重85キロ。BCP（ビヨンド警察）本部長、AP（ADVANCED POLICE）部隊隊長。元ポリスノーツ、オリジナルコップの一人。
イギリスの片田舎出身。スコットランドヤードで頭角を現し、28歳でポリスノーツに参加。ポリスノーツの中では、最もマスコミの評判を得た男。人格的にもルックス的にも、ポリスノーツにふさわしいイメージであったためにスポークスマン的な役割も果たした。ポリスノーツ任期終了後、2020年にBCPの創設を行い、トクガワ重工の協力によりEMPSの性能を警察機構に取り入れたAP隊を初めて組織、宇宙（コロニー）での新しい警察組織の方向性を示した。ビヨンドでは最大の警察権力を持つ。独身で離婚経歴あり。
クリス・ゴドウィン
声 - 川島千代子
41歳・身長165センチ。未婚。BCCH（ビヨンド中央病院）の女理事長。元トップモデル、医学博士号を持つ。
20世紀末の1999年、シカゴの裕福な家庭（両親が医者）に生まれる。ビヨンド完成時の2013年、両親と共にビヨンドへ移住。両親はビヨンドに開業し、ビヨンズのSAS（宇宙病）などの治療にあたり今のBCCHの基礎を築く。移住開始の年、14歳だったクリスは「第一回 BEYONDS マスコットガール」に選ばれる。そのころ雑誌の対談や表紙の撮影などで何度かポリスノーツの面々と会ったことがある。その後、UCBC（カリフォルニア大学ビヨンド校）で臓器移植全般について学ぶ。両親の死後、BCCHの理事長に就任。
現在では「宇宙臓器配分ネットワーク」や「臓器調達機関(BOPA)」の顧問を務め、「精神療法看護婦（サイキアトリック・ナース）」として臓器配分コーディネーターとドナー、レシピエントの間に立つ。幾多の恋愛経験を持つが結婚には至っていない。
常にラベンダーの香りの香水をつけているが、後述のビヨンドでの環境問題のために香水をつける住民はあまりいないので、ジョナサン同様肩身が狭い。トクガワビルの受付嬢にセクハラをして胸を触る際、ジョナサンが「スチュワーデスよりも、クリスよりも大きい」とモノローグを出すあたり、彼からは胸の大きい女性として認識されている。
メリル・シルバーバーグ
声 - 寺瀬めぐみ
BCP（ビヨンド警察）風紀課刑事。24歳・身長185センチ。未婚。エドの部下でデイブの相棒。コロニーでは珍しい大柄な女性。いつもコンバット・ナイフを脚にさしている。身体は鍛え上げられている。腕には特殊部隊「FOXHOUND」の入れ墨がされている（ただしペイントタトゥー）。ボリュームのあるカーリー・ヘアで、頭にはバンダナを巻いている。体内から摘出した弾丸をイヤリングの代わりにぶら下げている。常に化粧とは無縁。コンバット・ブーツ、ロード・バイク用革つなぎ。ショルダー・ホルスターに大型ハンド・リフト・ガンを所持している。
軍人一家の娘として生まれ、本人も学校を卒業と同時に軍隊へ入隊する。各地の地域紛争に参加し、その時の才能を認められハイテク特殊部隊「FOX HOUND」へ入隊。FOX HOUND部隊最後のミッション、ザンジバーランド陥落に参加後、特訓センターで教官として働くも、軍の人員のFROZENERへの置換えで職を追われる。除隊後は刺激を求めてビヨンドへ渡り、BCPへ。正義感が強く、粗雑で男勝り。パートナーのデイブとは対照的。バイクと戦うことが趣味。
なお、「メタルギアシリーズ」に登場する同名のキャラクターとは一部経歴が重複しているが、別人。
サルバトーレ・トスカニーニ
声 - 佐藤正治
トクガワ月面工場保安責任主任。58歳・身長175センチ・体重80キロ。元ポリスノーツ、オリジナルコップの一人。丸型で頭部は禿げ上がっている。月面工場ではトクガワの宇宙服を着ている。
スペインの貧しい家庭に生まれる。14歳で単身アメリカへ渡りニューヨーク市警へ。いくつもの分署を転々とし、30歳でポリスノーツのチャンスを掴む。2013年、ポリスノーツとしてビヨンドへ渡る。ポリスノーツ解散後、BCP（ビヨンド警察）でゲイツの指揮下に入るが振るわず、早期停年し年金生活を送る。結婚歴二回、いずれも妻側からの離婚要求による裁判離婚。別れた二組の妻子への養育費から多額の借金を作り、身動きがとれなくなったところをトクガワに拾われる。トクガワの世話で当時完成したばかりのトクガワ月面工場の保安責任者として月に渡る。
デイブ・フォレスト
声 - 島田敏
BCP（ビヨンド警察）風紀課刑事。年齢25歳・身長168センチ・体重58キロ。エドの部下、メリルの相棒。
ビヨンド第一移民の子として生まれる。両親はコロニーの技師。
「地球へ帰ろう」運動の支持者。子供の頃から地球（ホーム）に住むことを夢見ている。地球生まれのメリルやビクトル、エドから地球のことを詳しく聞き、移住の許可が下りる日を心待ちにしている。
地球移住権の申請中で、その審査結果待ちの間、審査に有利なBCPに勤務している。警官になった動機も「警官であればいつか地球で勤務できる可能性があるから」という単純なものである。ただし、宇宙生まれのビヨンズに地球移住の許可は出にくく、結果が出るまで何年もかかるのが現状である。
緑や動物を愛し、怒ったところを誰も見たことがないというほど温厚。友好的で争いを嫌い、事件捜査で犯人を逮捕する際も急所は狙わず、手や足などを撃ち行動を制限させて捕まえる。「最小限のダメージで最大限の効果」が信条。
パートナーのメリルとは正反対のタイプだが芯は強く、行動派。メリルには好意を持っていたようで、彼がメリルにプレゼントしたブランド品バッグが後に役に立つことになる。
食べ物への執着が強く、中でもジャンク・フード（ハンバーガー）の「1Gパック」が好物。地球へ渡ったら本物の「炭酸ジュース」を飲んでみたいと思っている。
ロレイン・北条
声 - 川島千代子
元ジョナサンの妻。現在は北条ケンゾウの妻。55歳・身長170センチ。カレンの母親、日系2世。上品な顔立ち。50代ではあるがあまり老けていない。服装は地味で、アクセサリー類も控えめだが高級ブランドを身につけている。
UCLAに在学中、小さな強盗事件で当時ロス市警の警官であったジョナサンと知り合い、恋愛の末に結婚。結婚と同時に大学を中退、専業主婦となるがジョナサンの仕事中心の生活に不安と不満を抱き、ノイローゼに陥る。ジョナサンのポリスノーツ候補の話にも非協力的であった。当時、彼女は自分からジョナサンを遠ざける存在であった「宇宙」や「警察」を極端なまでに嫌っていた。結局、ジョナサンのポリスノーツ訓練を承諾はするが、それも任務の理解から来るものではなかった。2010年、2人は訓練のため、ヒューストンへ移り、幸福な1年間を過ごす。2011年、ジョナサンの突然の火星有人探査計画により、彼女は再びロスで一人で過ごすことになる。その間、情緒不安定になり精神カウンセラーに通うが二度の自殺未遂をおかすまでに追い込まれる。将来に不安を感じた彼女はジョナサン帰還後に離婚を決意、2013年ジョナサンがポリスノーツに就任しビヨンドへ渡るが、彼女は一人地球に残り別居状態になる。
2013年、EMPSの事故を知った彼女はビヨンドへ向かう。ジョナサンの死亡を聞かされた彼女はジョナサンの残像が残るビヨンドに移住する。半年後、「BEYOND日本人祭」で知り合ったトクガワ製薬に勤める北条ケンゾウと再婚する。翌年に娘・カレンが生まれるも、ジョナサンへの未練を捨てきれず、ケンゾウとの夫婦仲は常に険悪だった。
ケンゾウ・北条 / 北条ケンゾウ
トクガワ製薬技術研究所DDS開発チーム主任。53歳・身長173センチ・体重63キロ。ロレインの現夫。地球生まれの日系2世。
日本の大学を卒業後、トクガワ製薬日本本社に入社する。ジョゼフ・S・トクガワ会長に認められた彼は、ビヨンド完成後の2013年、トクガワ製薬ビヨンド支社、DDS（ドラッグ・デリバリー・システム）開発室に転勤。開発室の室長とプロパーを担当する。DDS開発を専門に行う研究所ができてからは、開発チーフと研究所所長を兼ねる。トクガワ・グループが主催する「BEYOND日本人祭」でロレインと知り合い、当初はジョナサンを失って廃人同然だった彼女を献身的に支え、半年後に結婚。ジョナサンへの未練を捨てきれないロレインとは夫婦喧嘩が絶えなかったが、それでもロレインと娘であるカレンら家族への愛情は深い。
ジュン・石田 / 石田ジュン
声 - 龍田直樹
BCCH（ビヨンド中央病院）の薬局に出向しているトクガワ社員。薬剤師。トクガワ製薬から送られてくる新薬をBCCH内で使用するための仲介役をしている。生まれも育ちもビヨンドであるビヨンズ。小柄な体格。陰気な性格で、いつも暗い雰囲気をまとっている。
マイケル・サイトウ
声 - 林延年
トクガワ製薬のガードマン。もとはトクガワ製薬の研究員だったが、体格と柔道の腕を買われて今の職に移った。彼も、生粋のビヨンズである。
ボブ
声 - 林延年
BCP（ビヨンド警察）の内勤刑事。署内の受付を担当している。嫌味な性格で、エドたち風紀課の刑事を馬鹿にしている。
コリンズ
声 - 岸野幸正
BCCH（ビヨンド中央病院）に勤める医師。カレンの主治医。
謎のバイクスーツ
冒頭から事件の実行犯の一人として登場するバイクスーツにフェイスマスクを被った人物。ロサンゼルスでのジョナサンとの戦闘から彼に対し激しい憎悪を持っており、何度も彼の前に現れ命を狙う。
負傷時の血の流れから凍結者であり、重傷に近い怪我を負いながらも逃走を続けている。
靴屋婦人
声 - 江森浩子
病院受付嬢
声 - 中村尚子

## 舞台

### 地球
ビヨンドの民からは「ホーム（HOME）」と呼ばれている。また、地球出身者や地球からの来訪者は「地球人（テレストリアル）」と呼ばれている。
OLA（Old Los Angeles）
かつてのロサンゼルス。本来のロサンゼルスは北に移転しているらしい。ジョナサンとエドが刑事として勤めていた都市。現在はジョナサンがここで探偵業を営んでいる。誘拐（特に幼児）、麻薬などの凶悪事件が後を絶たない。この時代においては身代金の要求よりも臓器密売を目的とした人身売買の方が実入りが良いため、誘拐された者はほとんどが解放されず帰らぬ人となってしまう。
ここ最近雪が降るようになった。

### ビヨンド
正式名「Beyond Coast（ビヨンドコースト）」。オニール型スペースコロニーで、作中の2043年現在地球人が宇宙に建造した唯一の居住可能なコロニーである。
ビヨンドでは地球と異なり、内側から外側に向かって地面が敷かれている。そのため場所によっては空を見上げると反対側の地表が見える。このような状態にする理由は、遠心力を擬似重力として用いているからである。コロニーは星とは違い、中心に向かって働く引力（重力）が存在しない。しかし、無重力下では人類は骨や筋肉の弱体、カルシウムの新陳代謝・免疫システムの低下、不治の宇宙酔いなどに冒されてしまう。したがって、長期に渡る生活を行うには、擬似的に重力のような働きをする力を発生させる必要がある。コロニーでは星のように回転運動をさせることによって遠心力を生じさせ、重力の代用をさせているのである。
当初は勿論地球からの移住者のみであったが、建設から30年の時が経過しているため、ビヨンドで生まれ育つビヨンズと呼ばれる人たちも増え始めている。その中には一度も地球の地を踏んだことのない者もいる。その理由の一つとして、地球からの移住は容易だがビヨンドから地球への移住は厳しく制限をかけているという事情がある。
人工的に作られた居住空間のため、自然による大気浄化などは見込めない。そのため環境汚染には非常にうるさく、ビヨンド内ではタバコの喫煙はもちろんのこと、車やバイクの所持も電気自動車に限られ、排気ガスを出すガソリン車の輸入・所持は違法となっている。また、香水など匂いの出るファッションも中々できない。さらに、地球のように地表全体が土で覆われている訳ではないので、生命維持に必要な酸素の供給元である植物の栽培は難しい。そのため、植えられている樹木は一部の富豪の所有を除きほぼ全てビヨンド政府が管理している。
また、アルコールや炭酸はビヨンド内ではあまり美味くない。
ビヨンド内には以下のような施設がある。
BCP（Beyond Coast Police）
ビヨンド唯一の警察。現在は元ポリスノーツのゲイツ・ベッカーが本部長をしている。AP、風紀課や鑑識課などの各部署はあるが、治安維持のほとんどはAP隊が担っているため、その他の職員は受付などで住民の苦情を受けるか、窓際に追いやられている。
BCCH（Beyond Coast Central Hospital）
ビヨンド唯一の大病院。クリスが理事長となり、経営を行っている。
トクガワビル
通称プロップ（支柱）。通り名そのままに、ビヨンドを支えるかのように高く聳え立つビル。トクガワグループの主要施設。コロニーの回転軸付近に位置する中央部分には「ガーデン」と呼ばれる無重量のパーティー施設がある。主人公によるセクハライベントを見る限り、ビルで働いている派手なコスチュームを着た受付嬢は主人公の見た中では最も胸が大きい女性である模様。
トクガワ製薬
トクガワグループの医療部門の一つ。Kシリーズと呼ばれるカプセル状の飲み薬を開発している。このカプセルを開発しているのはケンゾウ・北条である。
AMM（Astronaut Memorial Museum）
宇宙飛行士記念博物館。敷地の周囲にはレプリカではあるが、歴史的に有名なロケットが何台か配置されている。
館内はロビー、探査コーナー、ビヨンドコーナー、月面コーナーに分かれている。ロビーには地球から持ち込んだ珊瑚の化石がある。探査コーナーは太陽系のモデルや宇宙人との交信のためにパイオニア10号、パイオニア11号などに搭載されたプレートなどが置かれている。月面コーナーはアポロ11号のジオラマがあり、初めて月に降り立った時の様子が展示されている。ビヨンドコーナーにはジョナサンらポリスノーツの等身大の人形が置かれており、ビヨンドの歴史が記されている。

### 月
プラトー（クレーター）
表向きではトクガワグループが管轄を置く、月面でしか作ることのできない新素材を生成するための工場施設ということになっている。

## 用語
ポリスノーツ
人類初の宇宙空間内居住区、スペースコロニーの完成に伴い、地球からの移住者の治安を守るために選抜された警官たちの総称。警官（POLICE＝ポリス）と宇宙飛行士（ASTRONAUTS＝アストロノーツ）を合わせてPOLICENAUTSと名づけられた。メンバーは以下の5人。
- ジョナサン・イングラム（米国：ロサンゼルス市警）
- エド・ブラウン（米国：ロサンゼルス市警）
- ジョゼフ・サダオキ・トクガワ（日本：東京警視庁）
- ゲイツ・ベッカー（英国：スコットランドヤード〈ロンドン警視庁〉）
- サルバトーレ・トスカニーニ（米国：ニューヨーク市警）

また、彼らは「マーキュリー計画」の「オリジナル・セブン」にちなみ、「オリジナル・コップ」とも呼ばれる。
BCPの設立に伴い解散し、各メンバーは各々の道に進んでいる。2040年現在、警察官として職務に従事しているのはエドとゲイツのみ。
本作のタイトルにもなっているように、彼らの功績、および動向が物語に深く関わっている。
AP（ADVANCED POLICE）
BCPの中でも特に優秀な者たちが集まる部署。BCP本部長のゲイツ・ベッカーが管理・管轄し、全員が凍結者（フローズナー）。
立場的にはかつてのポリスノーツに近い。ビヨンド内で起きる事件のほとんどは彼らのみで対処できるため、その他の警察職員はほとんどが住民の苦情処理や受付など、事務的な仕事しかさせてもらえない。中には風紀課（バイス）のように窓際の部署もある（現在風紀課にはエド、メリル、デイブらがいる）。
BBC (Beyond Broadcasting Corporation)
ビヨンド唯一の放送局。カレンはここの人気キャスター。
NARC（ナーク）
黒芥子から精製される合成麻薬。ビヨンド内で蔓延している。
EMPS（エンプス）
作品中に登場する宇宙服から発展させたパワードスーツの略式名称で、正式名称は宇宙船外活動用ポリス・スーツ（Extravehicular Mobility Police Suit）であるようにコロニー外までの活動にも考慮を入れている。名称のほとんどが宇宙史に貢献した偉人の名前にちなんでいる。
ユーリー
EMPSの中では最も初期の型で、パワードスーツとは程遠く、宇宙服用の宇宙遊泳ユニットをさらに大型化させたようなものである。
ジョナサンはこれの動作テスト中に遭難した。
ゴダード
APで最も多く使われているタイプで、カラーリングは警察の定番の白地の黒。
専用の飛行ユニットを装着することで、コロニー内部を10分で巡回できるほどの高機動性を発揮する。
顔の部分は有視界キャノピーになっているが、宇宙服と同じくマジックミラー構造のため装着者からは外界は見えても、外側から装着者の顔は視認はできない。
装着者はトニー・レッドウッドなどの凍結者（フローズナー）。
オーベルト
月面基地に使われる未登録EMPS。トクガワのオリジナルEMPSでトクガワのマークが機体にマーキングされている。
作業用に多く使われるため武装は無いに等しく、大型の搬送用マニピュレーターが特徴。
また、基地護衛用にも用いられており、この場合は対人用簡易機銃を装備している。
腰部以下のパーツはゴダードと酷似している。
フォン・ブラウン
トクガワ重工が開発した最新型の軍用試作EMPSで、作品中前半ではトクガワビルの無重量パーティー施設で展示してあった。
展示機体のカラーリングは金色で塗られている。頭部はカメラアイと装甲で覆われ、胸部はチョバムアーマーで補強されているなど、従来のEMPSと比較して大幅に戦闘用に特化した造りとなっている。
凍結者（FROZENER＝フローズナー）
優秀な人物の遺伝子同士を人工授精によって掛け合わせて生まれた人間。受精に凍結された受精卵を使用していることから凍結者と呼ばれている。通常の血の代わりに白い人工血液を使用しているため、肌も普通の人間に比べ青白く見える。眼に人工水晶体を入れており、常人の2倍の視力を持つ。また、網膜が乾燥しないため、瞬きをしない。
全員が政府所有の凍結受精卵から生まれ、代理母（ホストマザー）によって分娩された後に政府の手で教育される。両親（精子・卵子の提供者）は政府機密となっており、本人にも知らされない。2040年時点ではAPや軍の隊員のほとんどがこの「FROZENER」となっている。
受精卵は政府が所有しているため、生まれた子もまた政府によって管理されることとなる。従って、代理母が親権を持つことはできない。
人工血液
凍結者の酸素供給に使われている白い液体。宇宙空間での作業を容易にするため、凍結者は皆人工血液になっている。酸素吸収力は通常の血液より高いらしいが（作品中のあるシーンで空気が薄いところでも運動能力の低下が見られないところからすると）体内で濾過できないという欠点があるため、定期的な交換が必要となる。
トクガワグループ
ジョゼフ・サダオキ・トクガワが三代目の総帥として取り仕切っているコングロマリット企業。トクガワ重工を始めトクガワ製薬、トクガワ食品、トクガワ電機、トクガワ建設、トクガワ鉱山など138もの会社から組織されている。
ビヨンドの建造もそのほとんどをトクガワグループが担っており、ビヨンド内でも至る所に事業展開している。そのため宇宙、特にビヨンドにおいてはトクガワの権力は絶対的なものとなっている。北条のように、トクガワに勤める社員であるというだけで豪邸への居住、樹木の個人所有の許可、高級ブランド品の所持などができるくらいである。
エルエス
ビヨンドで有名な高級ブランド。人気の高さから偽物を扱う商店もあり、地球からの観光客がよく買っていくらしい。
マスキート
蚊をモチーフにした飛行能力を有する小型ロボット。
元々採血を行うための医療用メカだが、使い方次第で一師団を失血死で壊滅できるぐらいの恐ろしい武器にもなりうる代物である。
二酸化炭素に誘導される性質がある。

## お色気要素
小島作品の特徴であるところの「シリアスな内容の中にお遊び要素を隠す」的イベントは本作でも健在で、代表的なものに「主な女性キャラクターのほとんどにセクハラが可能」がある。要するに、女性キャラクター（年齢は問わない）の胸の辺りを調べると、胸を触る描写である「胸揺らし」ができる。
「胸揺らし」の調整は女性スタッフが行っており、スタッフロールにも「胸揺れ監修」の項目が表記されている。なお、3DO版とPlayStation版では2名だったが、セガサターン版では3名に増えており、PlayStation版では不可能だった者も含め、ほぼすべての女性キャラクターにセクハラが可能である。

## ミニゲーム
本編ではマウスを活用した射撃ゲームなどアクション性の高いゲームが多数収録されている。家庭用ゲーム機版では標準コントローラで操作可能なようにしてあるが、全機種でマウスにも対応している。セガサターン版はさらにガンコントローラ「バーチャガン」にも対応している（バーチャガンの具体的な使用状況については#他機種版の「セガサターン版」で詳述）。これらミニゲームの難易度は『スナッチャー』と比較し高いものとなっている。特に「爆弾解体」のミニゲームは難易度が高すぎたと制作者側も認めており、移植版では救済措置としてプレイヤーが何度か失敗すると簡単な内容に変更され、それでも失敗するとエドが代わりにクリアしてしまう。

## PC-98版の対応機種
PC-98版は対応機種がPC-9821となっているが、実際にはPC-9801シリーズでもプレイ可能である。
本来PC-9821シリーズ専用とされるソフトウェアは、拡張グラフィックコントローラ（PEGC：256色モード）を搭載しない機種では動作しない。しかし、本ソフトの対応機種にはPEGCを持たないPC-9821Bシリーズ（98MATE B: 実質的にはPC-9801シリーズ）が含まれており、実際のゲームにおいても従来の16色グラフィックモードしか使用していない。したがってCD-ROMドライブ、PC-9801-86ボード相当のPCM音源、マウスが揃っていて、ある程度高速なCPUが搭載されている環境であればPC-9801シリーズでも本ソフトは動作する。QVision製WaveMasterは音が出ず非対応。

## 他機種版
| No. | タイトル     | 発売日        | 対応機種     | 開発元 | 発売元 | メディア    | 型式                             | 売上本数 | 備考 |
| --- | ------------ | ------------- | ------------ | ------ | ------ | ----------- | -------------------------------- | -------- | ---- |
| 1   | ポリスノーツ | 1995年9月29日 | 3DO          | コナミ | コナミ | CD-ROM2枚組 | VZ002                            | -        |      |
| 2   | ポリスノーツ | 1996年1月19日 | PlayStation  | コナミ | コナミ | CD-ROM2枚組 | SLPS-00215 (VX028-J1) SLPS-00216 | -        |      |
| 3   | ポリスノーツ | 1996年9月13日 | セガサターン | コナミ | コナミ | CD-ROM3枚組 | T-9510G (VS028-J1)               | -        |      |

各機種版解説
3DO版
コナミが3DOでリリースした唯一のフルパッケージソフト（後述する「パイロットディスク」は体験版＋α扱い）。
冒頭をはじめ、随所にアニメ制作会社・AICが作ったアニメーションムービーが挿入されたり、新規制作されたゲームミュージックが使われるなど、家庭用ゲーム機版の基本的仕様は本版で概ね出来上がっている。
なお、本編のセリフはPC-98版よりも若干少なくなっているほか、メインストーリーから外れた一部のサブ的シーンも省略された。
PlayStation版
3DO版を、ほぼ忠実に移植した版。ムービーはモーションJPEGで収録。
セガサターン版
最後のリリースとなったこともあり、「ディレクターズカット版」と称しいくつかの付加価値要素がプラスされた。ムービーはTRUEMOTIONで収録。フレーム数がPS版の15fpsから24fpsに向上している。
前述したとおりバーチャガンに対応、劇中のシューティングシーンでのみ使うことができる。ただしシューティングシーンは元々マウスでプレイすることを想定しておりバーチャガンに最適化されているわけではないので、結果として難易度が上がる（なお液晶テレビではバーチャガンが使用できないので、現在の一般的なテレビでは事実上プレイ不可）。
3DO・PS1版では省略された一部シーン（一例として、カレンがジョナサンに銃を向けるシーンがある）の復活。
「パイロット盤」および「プライベートコレクション」（後述）の内容を（メイキングなどの一部を除き）作品本体に内包。例として本編プレイ中、文字メッセージに「＊」マークの付いている用語・設定についてはSTARTボタンを押すと「用語解説モード」となるが、これは「パイロット盤」も「プライベートコレクション」における記述と同一。

## 関連作品
- ポリスノーツ パイロットディスク (3DO)
  - 1995年4月21日発売。PCエンジン版『スナッチャー』同様に制作された、用語解説、メイキング、設定資料集や体験版などを含む予告編的ソフト。
- ポリスノーツ プライベートコレクション（PlayStation）
  - 1996年2月9日発売。ファンディスク的ソフト。内容は3DO版「パイロットディスク」とほぼ同じだが、体験版と井上喜久子以外とのインタビューが省かれ、シナリオの脚本や絵コンテなどが追加された。PlayStation版の廉価版でないパッケージには、本ソフトのディスクを収納するためのスペースを設けるためにCD-ROM2枚組ながら3枚組用のパッケージが採用されており、本ソフトの発売も予告されていた。